# Glomus viscosum
Glomus viscosum är en svampart som beskrevs av T.H. Nicolson 1995. Glomus viscosum ingår i släktet Glomus och familjen Glomeraceae.   Inga underarter finns listade i Catalogue of Life.